# ستيفي ستون
ستيفي ستون (بالإنجليزية: Stevie Stone) هو رابر أمريكي، ولد في 28 يوليو 1981 في كولومبيا في الولايات المتحدة.

## وصلات خارجية
- الموقع الرسمي